# بالاژ تاروتسی
بالاژ تاروتسی (مجاری: Balázs Taróczy؛ زاده ۹ مهٔ ۱۹۵۴) یک تنیس‌باز اهل مجارستان است.